# La Roche-en-Ardenne
La Roche-en-Ardenne (in vallone Li Rotche) è un comune belga di 4 348 abitanti, situato nella provincia vallona del Lussemburgo.